# Bahnhof Norddeich
Der Bahnhof Norddeich ist ein Bahnhof im Stadtteil Norddeich der Stadt Norden in Niedersachsen, der Endbahnhof der Bahnstrecke Rheine–Norddeich Mole ist. Aufgrund der Funktion Norddeichs als touristisch geprägter Kurort an der ostfriesischen Nordseeküste, ist die Station – trotz der nur circa 1200 Einwohner des Ortes – vergleichsweise stark frequentiert und wird auch vom Schienenpersonenfernverkehr bedient.

## Bahnhofsteil Norddeich Mole

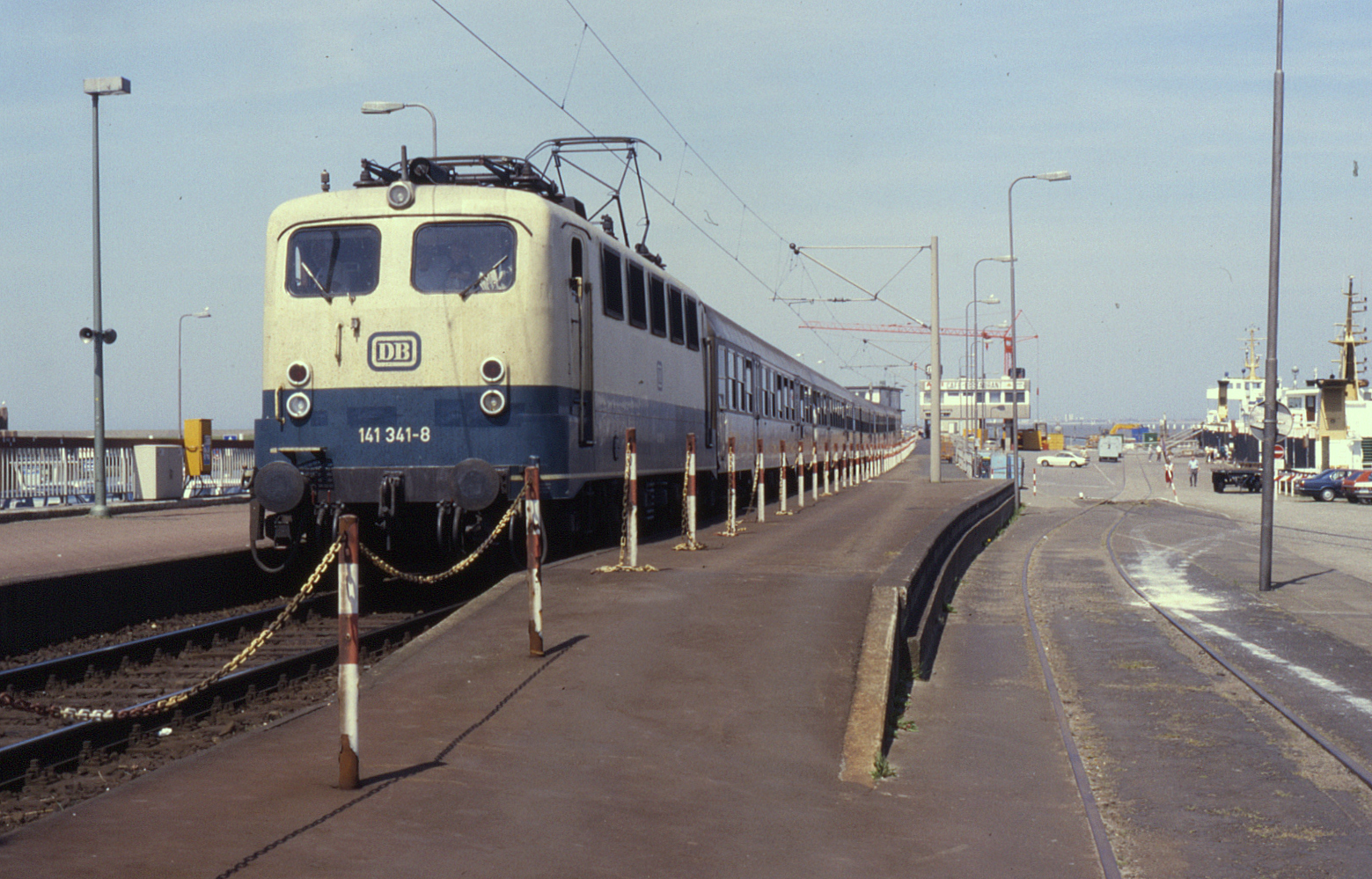
Norddeich Mole – 1989

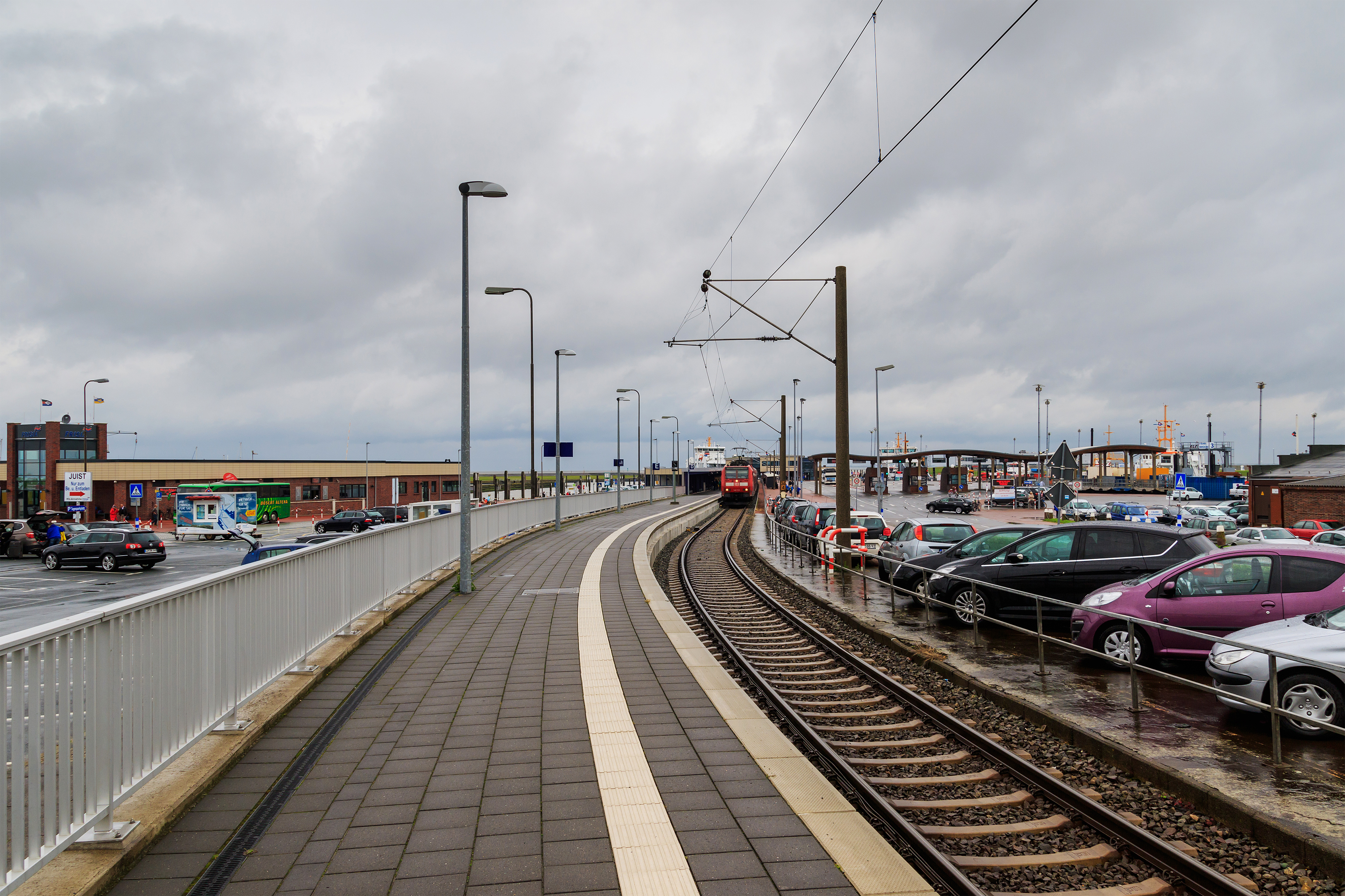
Heutiger Bahnsteig von Norddeich Mole

Mit Norddeich Mole besitzt Norddeich einen Bahnhofsteil mit einem eigenen Bahnsteig, der 1895 eröffnet wurde und dem Umstieg zum Fährverkehr zu den Inseln Juist und Norderney dient. Betrieblich handelt es sich nur um ein Ausziehgleis des Bahnhofs Norddeich. Seit der Modernisierung im Jahr 2013 ist der Bahnsteig barrierefrei. Im Jahr 2023 wurde das Konzept Zukunftsbahnhof der DB InfraGO realisiert, was zu einer Aufwertung des Bahnsteiges führte.
Obwohl aus betrieblicher Sicht der Bahnhof Norddeich von größerer Bedeutung ist, hat Norddeich Mole das größere Fahrgastaufkommen. Als tarifliche Besonderheit gilt im Abschnitt Norddeich–Norddeich Mole nicht mehr der reguläre Eisenbahntarif, sondern bereits der anschließende SEE-Tarif.

## Bedienung
Die Intercity-Linien nach Köln sowie in Richtung Berlin und Leipzig verkehren mit Start bzw. Ziel Norddeich Mole und Halt in Norddeich, zusätzlich die Regional-Express-Linie RE 1 über Emden und Bremen nach Hannover. Die ICE-Züge der Linie 47 halten planmäßig nur in Norddeich Mole und nicht in Norddeich. Zwischen Norddeich und Leer beziehungsweise Bremen ergibt sich durch die Kombination von Fern- und Regionalverkehr ein angenäherter Stundentakt.
| Linie  | Linienverlauf | Linienverlauf | Takt                 |
| ------ | --- | --- | -------------------- |
| ICE 47 | Norddeich Mole – Norden – Emden – Rheine – Münster (Westf) – Wanne-Eickel – Gelsenkirchen – Duisburg – Düsseldorf – Köln Messe/Deutz – Siegburg/Bonn – Frankfurt Flughafen – Mannheim – Stuttgart | Norddeich Mole – Norden – Emden – Rheine – Münster (Westf) – Wanne-Eickel – Gelsenkirchen – Duisburg – Düsseldorf – Köln Messe/Deutz – Siegburg/Bonn – Frankfurt Flughafen – Mannheim – Stuttgart | ein Zugpaar samstags |
| IC 35  | Norddeich Mole – Norddeich – Norden – Emden – Leer (Ostfriesl) – Papenburg – Meppen – Lingen (Ems) – Rheine – Münster (Westf) – Recklinghausen – Oberhausen – Duisburg – Düsseldorf – Köln        | Norddeich Mole – Norddeich – Norden – Emden – Leer (Ostfriesl) – Papenburg – Meppen – Lingen (Ems) – Rheine – Münster (Westf) – Recklinghausen – Oberhausen – Duisburg – Düsseldorf – Köln        | einzelne Züge        |
| IC 56  | Norddeich Mole – Norddeich – Norden – Emden – Leer (Ostfriesl) – Oldenburg – Bremen – Hannover – Braunschweig – Magdeburg –                                                                       | Halle – Leipzig (– Dresden) | einzelne Züge        |
| IC 56  | Norddeich Mole – Norddeich – Norden – Emden – Leer (Ostfriesl) – Oldenburg – Bremen – Hannover – Braunschweig – Magdeburg –                                                                       | Potsdam – Berlin – Cottbus | einzelne Züge        |

| Linie | Linienverlauf | Takt    | Betreiber     |
| ----- | --- | ------- | ------------- |
| RE 1  | Norddeich Mole – Norddeich – Norden – Marienhafe – Emden Hbf – Leer (Ostfriesland) – Augustfehn – Westerstede-Ocholt – Bad Zwischenahn – Oldenburg (Oldb) Hbf – Hude – Delmenhorst – Bremen Hbf – Bremen-Mahndorf – Achim – Verden (Aller) – Dörverden – Eystrup – Nienburg/Weser – Neustadt a Rübenberge – Wunstorf – Hannover Hbf Stand: Fahrplanwechsel Dezember 2024 | 120 min | DB Regio Nord |

Mit Ausnahme des ICE-Zugpaares der Linie 47 können alle Fernverkehrszüge zwischen Norddeich Mole, Emden, Leer und Bremen mit Nahverkehrsfahrkarten genutzt werden.